# 辻田摂
辻田 摂（つじた おさむ、1977年6月20日 - ）は、奈良県奈良市出身の元プロ野球選手（内野手）。

## 来歴・人物
PL学園高等学校時代は福留孝介とともにクリーンアップの一角を担ったスラッガーであり、1995年には春、夏の甲子園出場も経験した。
高校卒業後は前田忠節と東洋大学に進学したが中退し、テレビ東京系「ASAYAN」の大リーガーオーディションで渡米、タンパベイ・デビルレイズのガルフ・コーストリーグのマイナーチームでプレー。
2000年のドラフト会議で中日ドラゴンズから8位指名を受け入団。しかし、一軍出場の無いまま2002年シーズン終了後に戦力外通告を受け退団する。
中日退団後は、社会人野球のクラブチームである大和高田クラブに所属し、全日本クラブ野球選手権大会の3年連続準優勝に貢献。2005年は敢闘賞を受賞、同年は都市対抗野球にミキハウスの補強選手として出場。その後ミキハウスREDSに移籍した。

## 詳細情報

### 年度別打撃成績
- 一軍公式戦出場なし

### 背番号
- 64 （2001年 - 2002年）